# 로스 파워스
로스 파워스(영어: Ross Powers, 1979년 2월 10일~)는 미국의 전직 스노보드 선수로 주 종목은 하프파이프이다. 1998년 동계 올림픽에서 남자 하프파이프 동메달을 획득했고 2002년 동계 올림픽에서 남자 하프파이프 금메달을 획득했다. 또한 세계 선수권 대회에서 금메달 1개를 획득했고 스노보드 월드컵에서 종합 3위 1회, 하프파이프 부문 우승 2회를 달성했다.